# Sarah Roemer
Sarah Christine Roemer (San Diego, Califórnia, 28 de agosto de 1984) é uma atriz e modelo norte-americana. Ela ficou conhecida pelo papel de "Ashley" no filme Paranoia e pela participação na série The Event, exibida no Universal Channel.

## Biografia
Sarah começou sua carreira de modelo aos 15 anos, quando foi descoberta pela dona de uma agência de modelos enquanto estava comprando café antes de ir para o colégio. Com 17 anos, ela se mudou para longe de sua família e foi morar sozinha em Nova York.
Sarah foi capa de várias revistas americanas e foi entrevistada diversas vezes. Em uma entrevista para a Space Meat, ela revelou que adora as músicas de Fiona Apple e David Bowie e ela ainda disse que se considera "a única pesoa da Califórnia que gosta de country!". Também disse que não consegue viver sem Internet e celular. Atualmente, reside em Los Angeles e tem dois cachorros, com quem ela costuma passear na praia. Sua mãe se chama Diane e seu irmão Stefan Roemer, que é dois anos mais velho do que ela.
Ela começou a atuar em 2006 e seu primeiro papel de importância foi Lacey no filme The Grudge 2. Sarah também particiou do curta Cutlass, dirigido por Kate Hudson. Mas o sucesso veio no filme Paranoia, onde ela atuou ao lado de Shia LaBeouf, Carrie-Anne Moss e David Morse. Ela foi protagonista do filme Asylum, que marcou seu primeiro filme como protagonista. Em 2009, foi protagonista de dois filmes: Pelas Garotas e Pela Glória e Waking Madison, contracenando ao lado da indicada ao Oscar, Elisabeth Shue. Também participou do filme Sempre ao Seu Lado, ao lado de grandes astros como Richard Gere e Joan Allen.
Roemer participa do videoclipe Come Back to Me, do cantor David Cook, vencedor do American idol, interpretando a namorada de David. O videoclipe foi gravado no dia 5 de março de 2009, no LAX airport e foi dirigido por Gavin Bowden.
Em 2009, Sarah entrou no elenco do filme de comédia O Vigarista. Além de Sarah, o elenco conta com Rossif Sutherland, Rebecca Romijn e vencedor de dois Globo de Ouro, Donald Sutherland. Mais tarde, Sarah foi escalada para mais um filme, Locked In, um suspense psicológico independente estrelando Ben Barnes, Eliza Dushku e Brenda Fricker.
Em 2010, Sarah participou do elenco fixo da série The Event, que estreou no dia 18 de outubro no Brasil.
Foi classificada como a 43ª das 100 Mulheres Mais Sexy da Televisão de 2010, segundo o site BuddyTV.[carece de fontes?]

## Filmografia
| Filmes    | Filmes                        | Filmes           | Filmes                 |
| Ano       | Título                        | Papel            | Notas                  |
| --------- | ----------------------------- | ---------------- | ---------------------- |
| 2010      | O Vigarista                   | Kristen          | coadjuvante/secundária |
| 2010      | Locked In                     | Emma             | coadjuvante/secundária |
| 2010      | Waking Madison                | Madison Walker   | Protagonista           |
| 2009      | Sempre ao Seu Lado            | Andy Wilson      | coadjuvante/secundária |
| 2009      | Falling Up                    | Scarlett Dowling | Protagonista           |
| 2009      | Come Back to Me (David Cook)  | Namorada         | Videoclipe             |
| 2009      | Pelas Garotas e Pela Glória   | Carly            | Protagonista           |
| 2008      | Asylum - Não Estamos Sozinhos | Madison McBride  | Protagonista           |
| 2007      | Cutlass                       | Eve              | Curta-metragem         |
| 2007      | Paranoia (2007)               | Ashley Carlson   | co-protagonista        |
| 2006      | The Grudge 2                  | Lacey            | coadjuvante/secundária |
| 2006      | Paixão Suicida                | Rachel           | Uma cena               |
| Televisão |                               |                  |                        |
| Ano       | Título                        | Papel            | Notas                  |
| 2010-2011 | The Event                     | Leila Buchanan   | Protagonista           |
| 2011      | Hawaii Five-0                 | Marissa Garcia   | Episódio: "Kame'e"     |